# Джованни Андреа II Дориа
Джованни Андреа II Дориа (итал. Giovanni Andrea II Doria; 28 ноября 1607, Генуя — 18 января 1640, Кальяри), 9-й князь Мельфи — вице-король Сардинии.
Второй сын Андреа II Дориа, 7-го князя Мельфи, и Джованны Колонна. При крещении получил имя Пагано
6-й маркиз ди Каррега, Кроче в Валь-Треббии, Оттоне, Грондона, Варго, Кремонте, Кабелла, Фонтана и Торрилья, маркиз ди Санто-Стефано-д'Авето, граф ди Лоано, синьор ди Ровеньо, Лаччо, Монте-Танаро, Баньярия, Каризето, Казанова-суль-Треббия, Форезето, Гарбанья, Фонтанаросса, Монтебруно, Гремьяско, Сан-Себастьяно-Куроне, Валь-ди-Куроне и Монтакуто, Лагопезоле, Лачедония, Форенца, Кандела, Сан-Феле и Роккетта-Сант-Антонио, синьор ди Стелланелло и делла суа Валле-кон-Росси, Дуранти и Сан-Виченцо.
Генуэзский патриций, рыцарь ордена Сантьяго, командор Караваки и Валенсии-дель-Вентозо в ордене Сантьяго, великий протонотарий Неаполитанского королевства.
В пятилетнем возрасте лишился отца и был воспитан матерью Джованной Колонной и дядей Карло Дориа дель Карретто, герцогом Турси. В 1618 году, после смерти старшего брата Пагано унаследовал княжество Мельфи, после чего сменил имя. В тринадцать лет лишился и матери, после чего его воспитанием занялась старшая сестра Дзенобия, подготовившая брата к управлению и выбравшая ему жену.
20 марта 1638 был назначен вице-королем Сардинии и 8 июня принес присягу в Кальяри. Из-за недавних нападений французов на остров, произошедших в феврале и декабре 1637, первой заботой вице-короля было укрепление обороны, строительство галер и усиление гарнизонов крепостей.
Во время своего наместничества Джованни Андреа столкнулся с проблемой подделки денег. 7 июня 1639 он издал прокламацию, грозившую фальшивомонетчикам суровыми наказаниями, а информаторам были обещаны награды.
В 1640 году князь Мельфи умер в Кальяри. Его останки были перевезены в Геную и погребены в склепе церкви Кармело в Лоано.

## Семья
Жена (1626): Полиссена Мария Ланди (1608—26.02.1679), княгиня Валь-ди-Таро, дочь и наследница Федерико Ланди, князя Валь-ди-Таро, и Плачидии Спинола
Дети:
- Джованна (1627—?), монахиня доминиканского монастыря Санто-Спирито-алл'Аква-Верде в Генуе
- Андреа III (1628—1654), 10-й князь Мельфи. Жена (3.02.1652): Виоланте Ломеллини (13.08.1632—1700), дочь генуэзского сенатора Никколо Ломеллини и Маддалены Паллавичини
- Федерико (1630—?), аббат-коммендатарий Сан-Фруттуозо-ди-Камольи
- Пагано (1632—?), рыцарь ордена Сантьяго, командор Караваки и Валенсии-дель-Вентозо
- Плачидия (1633—?), монахиня доминиканского монастыря Санто-Спирито-алл'Аква-Верде в Генуе
- Джаннеттино (р. 1634, ум. ребенком)
- Карло (р. 1636, ум. ребенком)
- Филиппо (р. 1638, ум. ребенком)